# Minde (Alcanena)
Minde ist eine Gemeinde (Freguesia) im portugiesischen Kreis Alcanena. In ihr leben 2908 Einwohner (Stand 19. April 2021).

## Persönlichkeiten
- Alfredo Roque Gameiro (1864–1935), Maler